# Coen Zuidema
Coen Zuidema (auch Coenraad Zuidema, * 29. August 1942 in Surakarta, Indonesien) ist ein niederländischer Schachspieler.
Zuidema studierte zwischen 1960 und 1968 Mathematik an der Freien Universität Amsterdam. Von 1974 bis zu seiner Pensionierung arbeitete er für IBM.
1964 wurde er Internationaler Meister der FIDE, 1972 gewann er die niederländische Schachmeisterschaft. Die niederländische Mannschaftsmeisterschaft gewann er 1970 mit Watergraafsmeer.
Zuidema nahm mit der niederländischen Nationalmannschaft an den Schacholympiaden 1964 in, 1966, 1970 und 1972 sowie der Mannschaftseuropameisterschaft 1965 teil. Außerdem nahm er mit den Niederlanden an den Studentenmannschaftsweltmeisterschaften 1960 und 1966 teil.
Bei der FIDE wird Zuidema als inaktiv geführt, da er nach 1976 keine Elo-gewertete Partie mehr gespielt hat. Seine beste historische Elo-Zahl vor Einführung der Elo-Zahl beträgt 2507, er erreichte diese im Juli 1966.